# Theodoor Willem van Zuylen van Nievelt
Theodoor Willem baron van Zuylen van Nievelt (Barneveld, 5 januari 1813 – Neuenahr, 3 juli 1881) was een Nederlands advocaat, bestuurder en politicus.

## Levensloop
Theodoor Willem van Zuylen van Nievelt werd geboren op het landgoed Den Briellard bij Barneveld als zoon van de Nederlandse politicus Coenraad Jan baron van Zuylen van Nievelt (1779-1837) en Clementia van der Nieuwpoort (1781-1847). Hij studeerde Romeins en hedendaags recht aan de Universiteit Utrecht en promoveerde op 10 februari 1836 op het proefschrift Succedendi liberorum naturalium, inprimis utrum jus habeant ad portionem reservatam. Hij begon zijn carrière in 1836 als ontvanger van de domeinen te Sas van Gent. Van 1853 tot 1855 was van Zuylen van Nievelt lid van de Provinciale Staten van Zeeland voor het kiesdistrict Hulst en lid van de Gedeputeerde Staten van Zeeland. Daarna was hij werkzaam als lid van de Algemene Rekenkamer. Deze baan had hij tot 1880. Van 1880 tot 1881 was hij daar de president. In deze functie werd hij opgevolgd door E.A.A.J. de Roy van Zuijdewijn.

## Persoonlijk
Theodoor van Zuylen van Nievelt is op 24 september 1857 in Arnhem getrouwd met Maria Alexandrina Adriana barones van Brakell tot den Brakell (H. Vredestein te Ravenswaaij, 15 augustus 1813 – Den Haag, 19 april 1898). Hun huwelijk bleef kinderloos. Theodoor van Zuylen van Nievelt is een zwager van Jacob Rau van Gameren, schoonzoon van Diederik Louis van Brakell tot den Brakell en broer van Jasper Hendrik van Zuylen van Nievelt en Gerrit Willem van Zuylen van Nievelt.